# Uruma Tomeju
Uruma Tomeju (* 9. Dezember 1902 in Hirano, Okaya; † 26. Januar 1999) war ein japanischer Eisschnellläufer.
Uruma machte seinen Abschluss an der Suwa Silkworm School und wurde im Jahr 1931 japanischer Meister über 5000 m und 10.000 m. Bei den Olympischen Winterspielen 1932 in Lake Placid nahm er an vier Wettbewerben teil, wo er bei allen Läufen in den Vorläufen ausschied. Bei der nachfolgenden Mehrkampf-Weltmeisterschaft in Lake Placid kam er auf den 20. Platz. Später war er als Richter tätig und wurde zum Ehrenschiedsrichter der Japan Skating Federation ernannt.

## Persönliche Bestleistungen
| Disziplin | Zeit        | Datum            | Ort         |
| --------- | ----------- | ---------------- | ----------- |
| 500 m     | 48,6 s      | 22. Januar 1935  | Nikkō       |
| 1500 m    | 2:34,5 min  | 23. Januar 1935  | Nikkō       |
| 5000 m    | 9:22,7 min  | 19. Februar 1932 | Lake Placid |
| 10.000 m  | 19:38,1 min | 1935             |             |